# Damaru (zanger)
Dino Orpheo Canterburg (Paramaribo, 2 juli 1986), beter bekend onder zijn artiestennaam Damaru, is een Surinaamse zanger en rapper.
In Suriname had hij hits als Yu na mi engel (Je bent mijn engel), Hey baby en Sranang Koningin, tot hij in 2008 doorbrak met het lied Mi rowsu (Tuintje in mijn hart). Een jaar later bracht hij het lied samen met Jan Smit in Nederland uit waar het meerdere weken op nummer 1 en een groot aantal weken in de top 3 bleef staan.

## Biografie
Canterburg is afkomstig uit de volkswijk Latour in Paramaribo en groeide met vijf broers en zussen op. Op jonge leeftijd rapte hij en zong hij in de uit zestien leden bestaande kaskawigroep Lava Boys. Later zong hij bij de New Jack Boys. Zijn artiestennaam Damaru ontleende hij aan de tweede voornaam van de Amerikaanse rapper en zijn idool Tupac Shakur, "Amaru", die hij combineerde met de letter D van zijn voornaam Dino.
Als Damaru scoorde hij enkele hits in Suriname, zoals Yu na mi engel (Je bent mijn engel), Hey baby en Sranang Koningin. Hij brak in Nederland pas echt door met het nummer Mi rowsu dat hij voor zijn dochter schreef; Mi rowsu betekent mijn roos in het Sranantongo. In 2009 bracht hij een nieuw album uit genaamd Schatje lief.
In een interview met Het Parool vertelde hij dat hij meteen de populairste jongen van school was, toen hij Yu na mi engel had uitgebracht. Het was zijn wens om internationaal door te breken en in 2009 was hij daarvoor naar Nederland gekomen. Hij tekende daar een contract bij het hiphoplabel Top Notch en bracht er zijn nummer Mi rowsu uit. Deze single werd bij FunX benoemd tot de DiXte, kwam op positie 7 in de Single Top 100 en op nummer 14 in de Single Top 40; ook werd hij uitgebracht op 7-inch vinyl. In juni stond hij op het Haagse festival Parkpop.
Een maand later maakte Damaru samen met Jan Smit een nieuwe versie van het nummer Mi rowsu onder de titel Mi rowsu (Tuintje in mijn hart). Daarmee kwam hij op nummer één in de Single Top 100 en de Nederlandse Top 40. In september kreeg de single Mi rowsu de Platinastatus (20.000 verkochte singles). Uit handen van Paul de Leeuw kregen Jan Smit en Damaru de prijs uitgereikt. Eind 2009 won de single Mi rowsu (Tuintje in mijn hart) de Sterren.nl Award voor Beste Lied van 2009, de 100% NL Award voor Grootste Hit van 2009 en de Okapi Liedprijs.
Damaru maakte in 2008 nog een film waarvan hij het script zelf schreef. Hij speelde zelf een figurantenrol in deze film die hij naar zijn hit vernoemde, Mi rowsu - The movie. Het project is met ondersteuning van vrienden en familie tot stand gekomen.

## Discografie

### Singles
| Single met eventuele hitnotering(en) in de Nederlandse Top 40 | Datum van verschijnen | Datum van binnenkomst | Hoogste positie | Aantal weken | Opmerkingen                                                |
| ------------------------------------------------------------- | --------------------- | --------------------- | --------------- | ------------ | ---------------------------------------------------------- |
| Mi rowsu                                                      | 26-06-2009            | 25-07-2009            | 14              | 20           | Nr. 7 in de Single Top 100                                 |
| Mi rowsu (Tuintje in mijn hart)                               | 24-07-2009            | 08-08-2009            | 1(3wk)          | 18           | Dubbelnotering / met Jan Smit / Nr. 1 in de Single Top 100 |

| Single met hitnotering(en) in de Vlaamse Ultratop 50 | Datum van verschijnen | Datum van binnenkomst | Hoogste positie | Aantal weken | Opmerkingen  |
| ---------------------------------------------------- | --------------------- | --------------------- | --------------- | ------------ | ------------ |
| Mi rowsu (Tuintje in mijn hart)                      | 2009                  | 29-08-2009            | tip15           | -            | met Jan Smit |

### Albums
Damaru heeft in Suriname drie albums uitgebracht: Mi Rowsu, The Best of Damaru en Schatje Lief. Onder het Nederlandse label Top Notch bracht hij het album Tuintje In Mijn Hart (2011) uit.
Mi Rowsu
1. Mi Rowsu
2. No Broko Ju Relatie
3. Liefde Doet Pijn
4. Luku Fa Mi e Law Gi
5. Sranan Volk
6. Hori Vaste (Bonus Track)
7. Sexy Uman
8. Lobi Fu Mi Gwe
9. Mi Rowsu (Kaseko Versie)
10. Suriname

The Best of Damaru
1. Hey Baby
2. Tja Mi Ede Gwe
3. Winsi Sa Den Taki
4. Sranan Konigin
5. Music Is Life
6. No Fele
7. Kari Eng Neng
8. Tja Mi Ede Gwe (Origineel)
9. Kotty Goggo
10. Wai Anisa

Schatje Lief (2009)
1. Schatje Lief
2. Soor Mie If Joe Lobi Mie
3. Gi Mi Wan Hans
4. Lobi Firie
5. Samen Chillen
6. Wan Dey
7. Sai De Lobi Tranga So
8. Don't Let
9. Mi Amor
10. No Spang (Kawina Remix)
11. Laat Water (Kawina Remix)

Tuintje In Mijn Hart (2011)
1. Mi Rowsu (met Jan Smit)
2. Een Date
3. Een Pot Met Bonen (Oh Marie)
4. Als Jij Lacht
5. Het Is Beter Zo
6. 1Nacht Alleen
7. Zeg Nooit Nooit (met Kempi)
8. Een Traan
9. Zo Zit Het Niet
10. Liefde Doet Pijn
11. Suriname
12. Mijn Lady (met Fouradi)
13. Liever Bij Jou (Als Je Het Mij Vraagt)
14. Schatje Lief
15. Mi Rowsu

### Gastoptredens
| Jaar         | Track                                                                                           | Vorm (Album/Single/Mixtape/EP) | Album Naam                 | Album Artiest                                     |
| ------------ | ----------------------------------------------------------------------------------------------- | ------------------------------ | -------------------------- | ------------------------------------------------- |
| in Nederland |                                                                                                 |                                |                            |                                                   |
| 2009         | Faya Ft. The Partysquad, The Opposites en Dio                                                   | Mixtape/Album                  | Total Los Vol.2            | The Partysquad                                    |
| 2009         | Mi Rowsu (Tuintje in m'n hart) Soulsearchin Remix Faya Ft. The Partysquad, The Opposites en Dio | Mixtape                        | Top Notch Extravaganza III | Top Notch & The Flexican (Host: Jandino Asporaat) |
| 2009         | Mi Rowsu (Tuintje in m'n hart) met Jan Smit                                                     | Mixtape/Album                  | Hitzone 51                 | -                                                 |